# 集積型金属錯体
集積型金属錯体（しゅうせきがたきんぞくさくたい）とは、複数の金属錯体部位を有し、かつ単核錯体では発現しない機能を有する物質群の総称。現在のところ厳密な定義づけはなされていない。複核錯体、クラスター錯体、錯体結晶、配位高分子、プルシアンブルー型錯体などが含まれる。
集積型金属錯体の機能として代表的なものに、ガス吸蔵能、分子包接能、電気伝導性、強誘電性、磁性、プロトン伝導性などが挙げられる。